# Comstock-Needham-System
Das Comstock-Needham-System ist ein Benennungssystem für die Flügeladerung von Insekten, das 1898 von John Comstock und George Needham vorgeschlagen wurde.

## Adernterminologie

### Longitudinaladern

Benennung der Flügeladern der Insekten nach dem System von Comstock und Needham

Von der Vorderkante des Flügels zur hinteren Kante werden die großen sechs Longitudinalvenen folgendermaßen bezeichnet:
- Costa (C),
- Subcosta (Sc),
- Radius (R),
- Median (M),
- Cubitus (Cu),
- Analvenen (A).

Mit Ausnahme der Costal- und Analadern kann sich jede Ader verästeln. In diesem Fall werden die Adern von der nächsten zu weitestentfernten durchgezählt. Zum Beispiel würden zwei Äste der Subcosta als Sc1 und Sc2 bezeichnet.
Der Radius teilt sich normalerweise einmal in der Nähe der Basis, wodurch sich vorn die R1 und weiter hinten der Radialsektor (Rs) bildet. Der Radialsektor wiederum kann sich zweimal aufspalten.
Der Median kann sich ebenso zweimal spalten, was in vier Ästen resultiert, die den Flügelrand erreichen.
Nach dem Comstock-Needham-System spaltet sich der Cubitus einmal auf, was in den Adern Cu1 und Cu2 resultiert. 
Die einzelnen Analvenen werden 1A, 2A, ... genannt. Sie sind üblicherweise nicht verästelt.

### Queradern
Queradern verbinden die Längsadern und werden demgemäß benannt. Beispielsweise heißt die Medio-Cubital-Querader m-cu. Einige Queradern, wie die Humeral-Querader (h) und die Sektoral-Querader (s), haben auch eigene Namen.

## Zellterminologie

Benennung der Zellen

Die Zellen werden nach den Adern an der Vorderseite benannt. So wird beispielsweise die Zelle zwischen Sc2 und R1 als Sc2 bezeichnet. 
In Fällen, in denen zwei Zellen durch eine Querader getrennt werden, sie aber dieselbe Längsader als Vorderkante haben, wird dem Namen noch eine Nummer vorausgestellt. So wird beispielsweise die R1 Zelle durch die Radial-Queradern in zwei Teile geteilt. Der näher an der Basis gelegene wird dann als „erste R1“, der entferntere „zweite R1“ Zelle genannt.
Wenn eine Zelle vorn an eine sich verästelnde Längsader stößt, wird sie nach der entfernteren benannt.